# Brunneby
Brunneby var till 1830 kyrkby i Brunneby socken och är en mindre ort i Motala kommun, Östergötlands län, invid Göta kanal och Brunnby sluss. 
I Brunneby ligger Brunneby kyrka, återinvigd 1977 och Brunneby herrgård. Även finns här Brunneby musteri som bland annat tillverkar cider, sylt, must och marmelad.